# 華沙 (密蘇里州)
華沙（英語：Warsaw）是位於美國密蘇里州本頓縣的城市。同時該地也是本頓縣的縣治。

## 人口
根據2020年美國人口普查的數據，華沙的面積為7.11平方千米，當中陸地面積為6.46平方千米，而水域面積為0.65平方千米。當地共有人口2209人，而人口密度為每平方千米311人。